# El passatger 57
El passatger 57 (títol original: Passenger 57) és una pel·lícula estatunidenca dirigida per Kevin Hooks, estrenada l'any 1992. Ha estat doblada al català.

## Argument
Amb la finalitat d'escapar a les forces de l'ordre, Charles Rane ha decidit refer-se el rostre. Però el terrorista és detingut abans de haver pogut posar el seu pla en marxa. L'FBI embarca d'amagat Rane a vora d'un avió de línia, en el qual hi viatja també John Cutter, agent de la seguretat de l'American Internacional Airlines, obsessionat per la recent desaparició de la seva dona, abatuda per un pistoler. El que ignoren els agents de l'FBI, és que uns còmplices de Rane han pujat a l'avió. Després de l'enlairament de l'aparell, apareixen els terroristes, prenen els passatgers com a ostatges i dicten les seves ordres a la tripulació. Però Cutter, escoltant només el seu coratge, salva els seus companys de infortuni.

## Repartiment
- Wesley Snipes: John Cutter
- Bruce Payne: Charles Rane
- Tom Sizemore: Sylvestre Delvecchio
- Alex Datcher: Marti Slayton
- Bruce Greenwood: Stuart Ramsey
- Robert Hooks: Dwight Henderson
- Elizabeth Hurley: Sabrina Ritchie
- Michael Horse: Forget
- Marc Macaulay: Vincent
- Ernie Lively: el cap Biggs
- Duchess Tomasello: Mme Edwards
- William Edward Roberts: Matthew
- James Short: Allen
- Joel Fogel: Dr. Bauman
- Jane McPherson: la infermera

## Al voltant de la pel·lícula
- El rodatge s'ha desenvolupat a Orlando i Sanford, a Florida.[3]
- L'avió utilitzat al film és un L1011-500 TriStar de la firma Lockheed.[3]
- Un cop a l'avió, es pot veure Wesley Snipes llegir L'Art de la Guerra, de Sunzi. Alguns anys més tard, actuarà al film L'Art de la guerra, dirigida per Christian Duguay el 2000 i en part basat en aquest llibre.

## Crítica
Si "La jungla de cristall" (Die Hard, 1988) transcorria en un edifici, i "Alerta màxima" (Under Siege, 1992) en un vaixell, en "Passatger 57" uns terroristes segresten un avió en el qual viatja un especialista en seguretat aèria -que ja és casualitat-. El protagonista que ocupa el seient 57, és Wesley Snipes i no li fa falta molt espai per repartir puntades mentre s'encarrega ell solet d'emular a Willis i Seagal. Res que no hàgim vist, però almenys explicat amb ritme i, això sí, molt millor que "Air Force One".

## Banda original
| 1. Lookin' Good (Cutter's Theme) 2. Lisa 3. Cruisin' 4. Rane To Plane 5. Fight 6. Skyjack 7. What Is The Plan? 8. Just Lookin' Good (Cutter's Theme) 9. Big Fall | 10. Motorcycles 11. Have A Nice Flight 12. Just Cruisin' 13. Ferris Wheel 14. Let me Tell Him 15. Tracking Rane 16. Caos On The Tarmac 17. Anything Wet 18. Flight Fight |